# Rue de la Grue
Pour l’article homonyme, voir Grue.
La rue de  la Grue est une voie de la commune de Reims, située au sein du département de la Marne, en région Grand Est.

## Situation et accès
La rue de la Grue appartient administrativement au quartier centre-ville de Reims et permet de joindre les rues Cérès et Desteuque.

## Historique
C'est l'une des anciennes voies de Reims, elle porte ce nom depuis 1680, une enseigne portant une grue s'y trouvait.

### Bâtiments remarquables et lieux de mémoire
- Reims Métropole.
- En style art déco :
  - Comptoir de l’Industrie.
  - Poste Cérès.

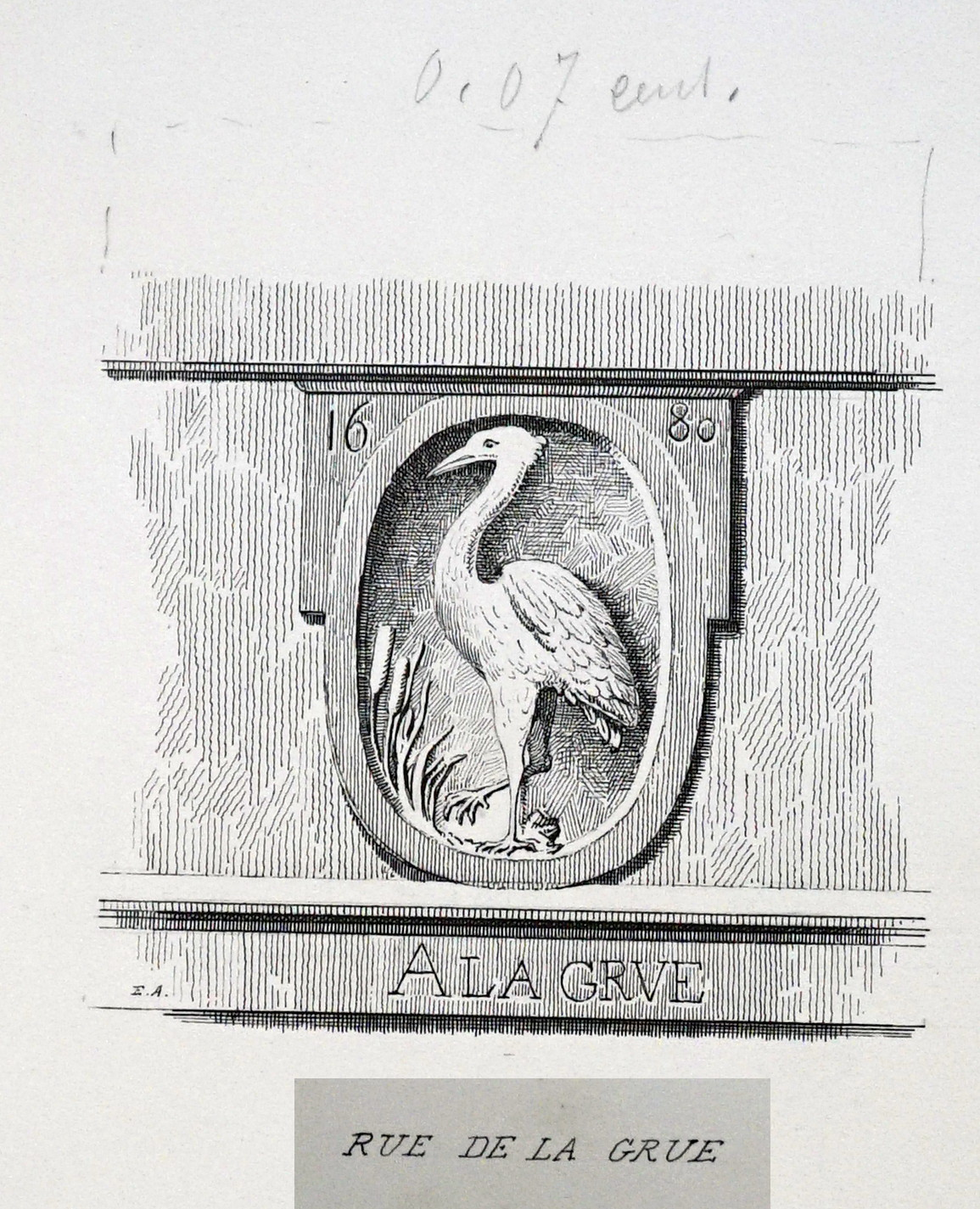
Enseigne à la Grue,
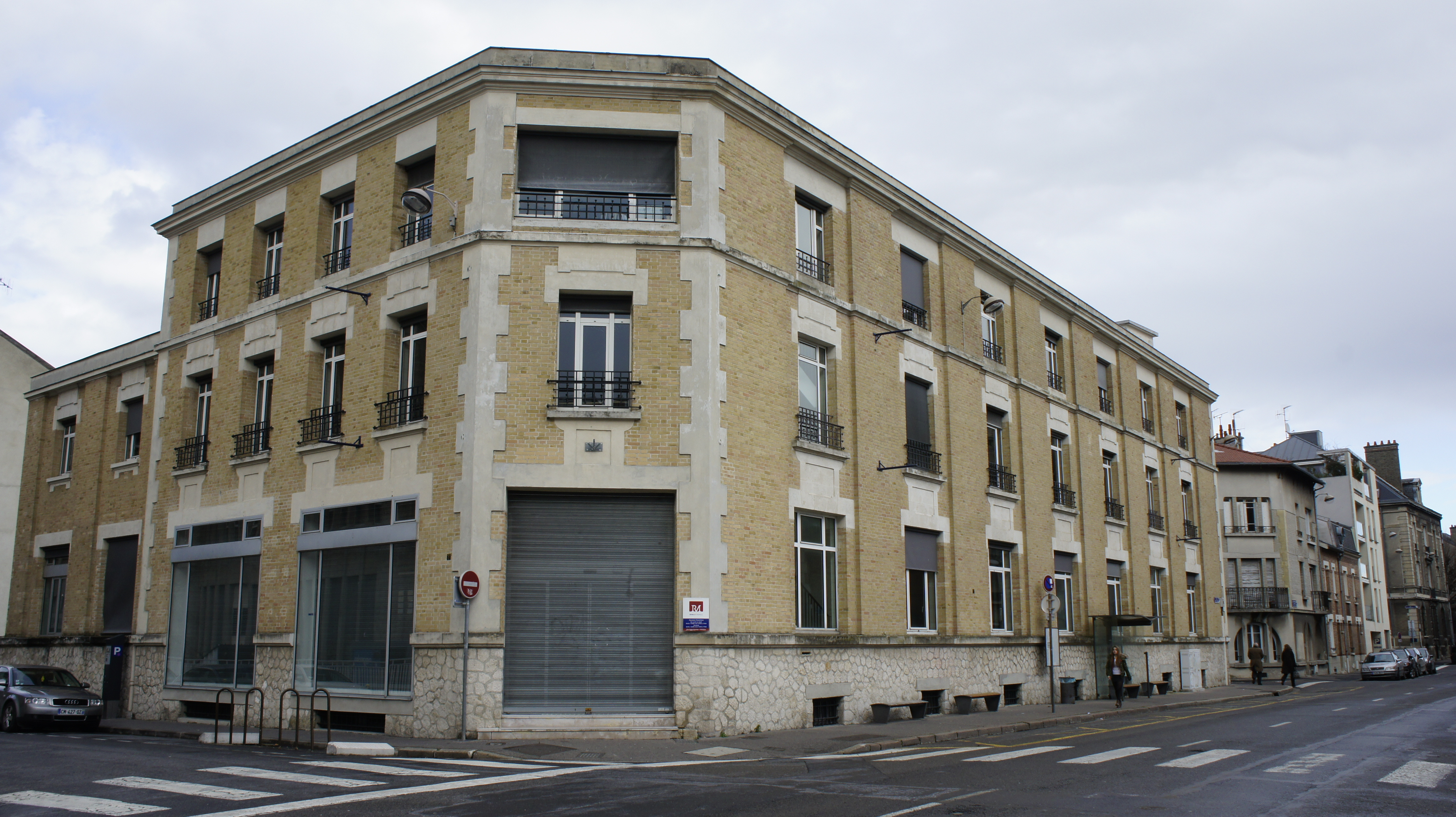
Reims Métropole,
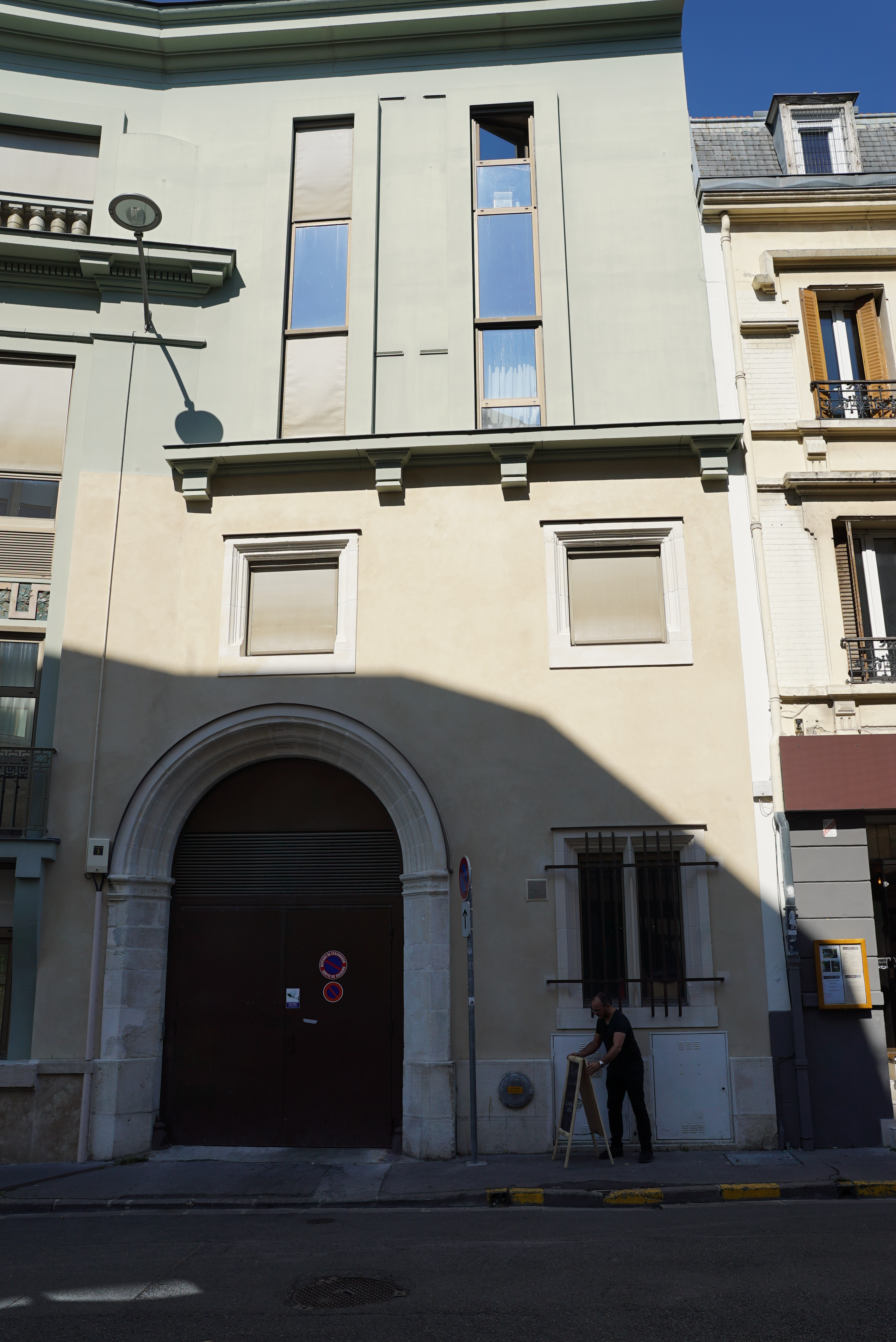
Porche actuel,
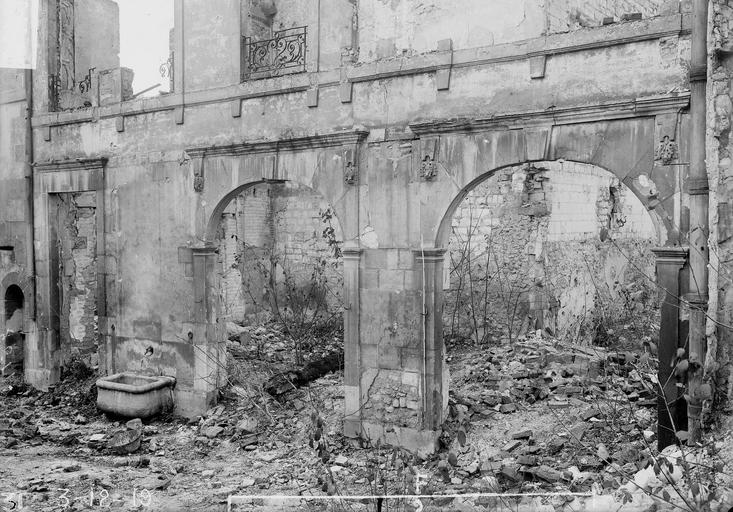
Destructions de la Grande guerre.